# Sisimiut

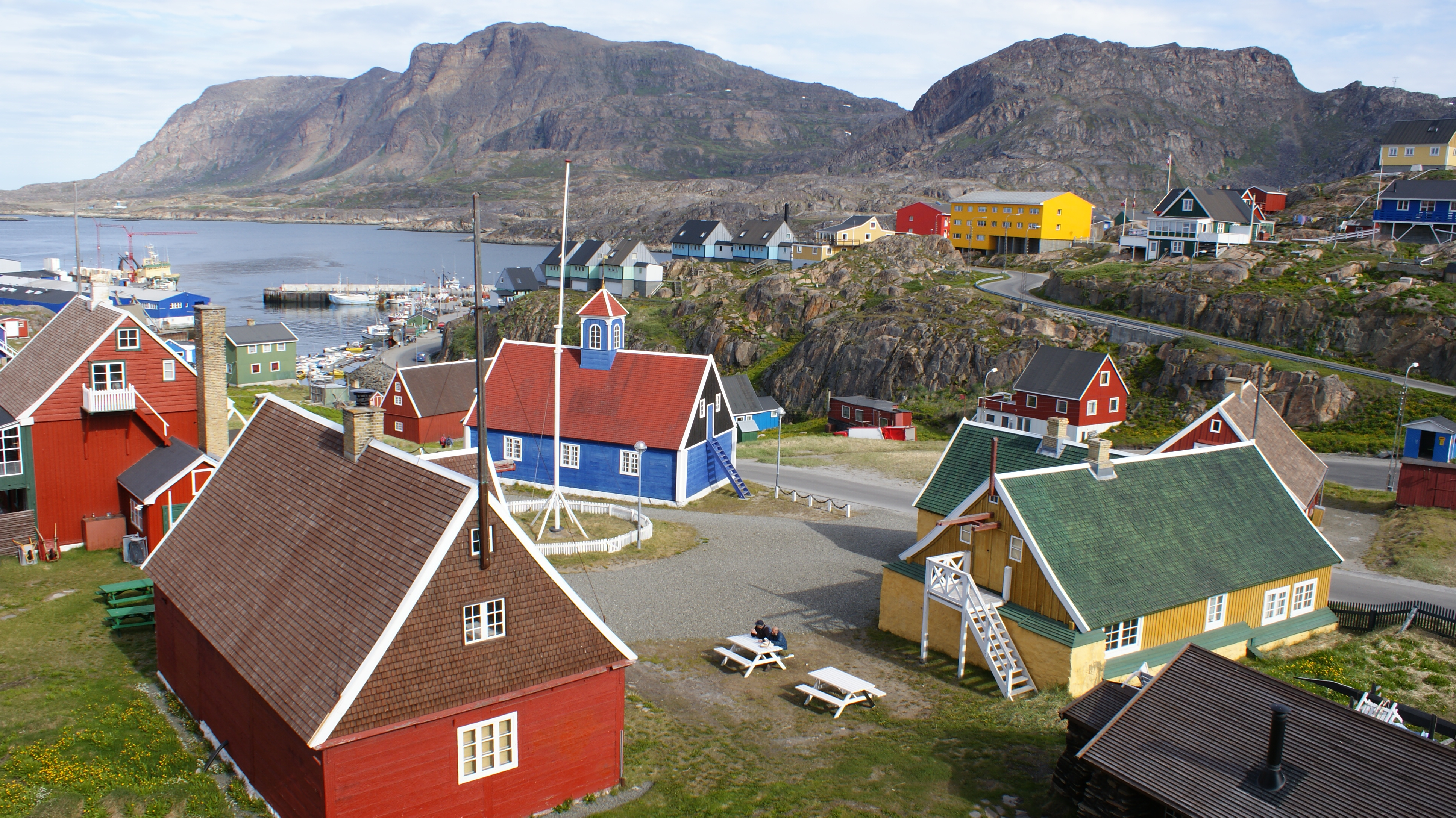
centre de Sisimiut

Sisimiut (en danès:Holsteinsborg) és una localitat del centre-oest de Groenlàndia, a uns 320 km al nord de la capital, Nuuk. És el centre administratiu del municipi, creat l'any 2009, de Qeqqata i la segona localitat per població de Groenlàndia amb 5.460 habitants (2010). El lloc on es troba ha estat habitat des de fa 4.500 anys els primers habitants eren Inuit de la Cultura Saqqaq, posteriorment de la cultura Dorset, i després els Thule. Actualment la població és una mescla dels danesos i els inuit. Els danesos arribaren a aquesta zona l'any 1720 sota el lideratge del missioner danès Hans Egede.
Actualment, Sisimiut és el major centre de negocis al nord de la capital. La pesca és la principal activitat econòmica però també hi creix la indústria.
La localitat té el port lliure de gel durant tot l'any situat més al nord de Groenlàndia. Té un aeroport servit per Air Greenland, que proporciona vols a altres llocs de groenlàndia i a través de l'aeroport de Kangerlussuaq, a Europa.

## Clima
Sisimiut té un clima polar classificat amb una E en la classificació de Köppen. La temperatura mitjana és de 10 °C o més baixa al llarg de l'any. El mesos més freds són febrer i març amb mitjanes de -10,2 °C i -10,1 °C respectivament. Juliol i agost són els més càlids amb temperatures mitjanes de les màximes de 9,8 °C i9,3 °C respectivament. La precipitació (neu i pluviometria) és força baixa, al voltant de 400 litres l'any, i la major part cau de juliol a desembre essent agost i setembre, amb 52 i 51 litres, els mesos més plujosos. Hi ha molts dies de boira.